# Bessel-Filter
Ein Bessel-Filter (auch als Bessel-Thomson-Filter bezeichnet) ist ein Frequenzfilter, bei dessen Entwurf folgende (äquivalente) Eigenschaften angestrebt werden:
- optimales „Rechteckübertragungsverhalten“, d. h. eine Wellenform, deren Frequenzanteile innerhalb des Durchlassbereichs des Filters liegen, erscheint (bis auf eine Verzögerung) nahezu unverändert am Ausgang;
- konstante Gruppenlaufzeit im Durchlassbereich;
- linearer Phasengang im Durchlassbereich.

Dabei wird in Kauf genommen, dass der Amplitudenverlauf nicht so scharf wie beim Butterworth-Filter oder Tschebyscheff-Filter abknickt.
Der Filter wurde 1949 von W.E. Thomson als – hinsichtlich der Gruppenlaufzeit – optimales passives Verzögerungsnetzwerk entwickelt und nach dem deutschen Mathematiker Friedrich Wilhelm Bessel (1784–1846) benannt.
In der digitalen Signalverarbeitung können Bessel-Filter durch Wahl entsprechender Filterkoeffizienten in IIR-Filtern (rekursive Filterstruktur) realisiert werden.

## Übertragungsfunktion

Anmerkung:Die Eckfrequenz des Butterworth-Filters und der Tiefpasskaskade wurde dem Bessel-Filter angeglichen

Die Übertragungsfunktion ist darauf optimiert, die Gruppenlaufzeit von der Frequenz unabhängig zu machen.
Mit der Übertragungsfunktion für ein Filter n-ter Ordnung
{\displaystyle {\underline {A}}={\frac {A_{0}}{1+\sum _{i=1}^{n}c_{i}^{\prime }P^{i}}}}
mit
{\displaystyle A_{0}} Gleichspannungsverstärkung
{\displaystyle P={\frac {p}{\omega _{g}}}\Leftrightarrow j\Omega =j{\frac {\omega }{\omega _{g}}}} und {\displaystyle \omega _{g}} Grenzfrequenz
lässt sich für die Koeffizienten {\displaystyle c_{i}^{\prime }} die Rekursionsformel
| i = 1:     | {\displaystyle c_{1}^{\prime }=1}                                                    |
| i = 2 … n: | {\displaystyle c_{i}^{\prime }={\frac {2(n-i+1)}{i(2n-i+1)}}\cdot c_{i-1}^{\prime }} |

ermitteln.
Die Koeffizienten sind allerdings nicht auf die Grenzfrequenz normiert, sondern auf die Gruppenlaufzeit, d. h. bei {\displaystyle \Omega =1} ist die Amplitude nicht um 3 dB abgesunken. In  finden sich diese Koeffizienten auf die Grenzfrequenz umgerechnet sowie die Koeffizienten aller Einzelfilter bis zur zehnten Ordnung.

## Eigenschaften
Das Bessel-Filter besitzt folgende Eigenschaften:
- glatter Frequenzverlauf im Durchlassbereich
- geringe Steilheit des Amplitudengangs (geringer als beim Butterworth-Filter) im Bereich der Grenzfrequenz
- geringes Überschwingen bei der Sprungantwort, verringert sich mit der Ordnung
- konstante Gruppenlaufzeit im Durchlassbereich

## Normalisierte Bessel-Polynome
| n | Bessel-Polynom                                                                                         |
| - | --- |
| 1 | {\displaystyle 1+P}                                                                                    |
| 2 | {\displaystyle 1+P+{\frac {1}{3}}P^{2}}                                                                |
| 3 | {\displaystyle 1+P+{\frac {2}{5}}P^{2}+{\frac {1}{15}}P^{3}}                                           |
| 4 | {\displaystyle 1+P+{\frac {3}{7}}P^{2}+{\frac {2}{21}}P^{3}+{\frac {1}{105}}P^{4}}                     |
| 5 | {\displaystyle 1+P+{\frac {4}{9}}P^{2}+{\frac {1}{9}}P^{3}+{\frac {1}{63}}P^{4}+{\frac {1}{945}}P^{5}} |